# Łukasz Madej
Łukasz Madej (Łódź, Polonia, 14 de abril de 1982) es un exfutbolista polaco que jugaba de centrocampista y cuyo último equipo fue el Śląsk Wrocław. También fue internacional con la selección absoluta polaca entre 2003 y 2017, debutando frente a Macedonia del Norte.

## Clubes
| Club                 | País     | Año       | Partidos | Goles |
| -------------------- | -------- | --------- | -------- | ----- |
| ŁKS Łódź             | Polonia  | 1996–2000 | 18       | 2     |
| Ruch Chorzów         | Polonia  | 2001–2002 | 25       | 1     |
| Lech Poznań          | Polonia  | 2002–2004 | 63       | 6     |
| Górnik Łęczna        | Polonia  | 2005      | 17       | 1     |
| ŁKS Łódź             | Polonia  | 2006–2008 | 70       | 10    |
| Académica de Coimbra | Portugal | 2008–2009 | 6        | 0     |
| Śląsk Wrocław        | Polonia  | 2009–2012 | 63       | 7     |
| GKS Bełchatów        | Polonia  | 2012–2013 | 24       | 3     |
| Górnik Zabrze        | Polonia  | 2013–2016 | 101      | 9     |
| Śląsk Wrocław        | Polonia  | 2016–2017 | 13       | 0     |

## Palmarés
Lech Poznań
- Copa de Polonia (1): 2003/04.
- Supercopa de Polonia (1): 2004.

Śląsk Wrocław
- Ekstraklasa (1): 2011/12.

Selección sub-19 de Polonia
- Campeonato Europeo de la UEFA Sub-19 (1): 2001.[4]